# أسيديرا
بلدية أسيديرا (بالإسبانية: Acedera)‏، هي إحدى بلديات مقاطعة بطليوس، التي تقع في منطقة إكستريمادورا، والتي تقع في غرب إسبانيا.
يبلغ عدد سكانها 897 نسمة وفقاً لإحصائية سنة (2002).